# Таванн, Гаспар де Со
Гаспар де Со, сеньор де Таванн (фр. Gaspard de Saulx, seigneur de Tavannes; 1509 — 19 июня 1573) — французский католический полководец эпохи Религиозных войн, маршал Франции (1570).

## Биография
Родился в Дижоне. Участвовал в войнах Франциска I с Карлом V, сражался в битвах при Павии (был взят в плен) и Черезоле. При Франциске II приобрёл известность удачными действиями против гугенотов. Командовал католической армией в Пуату. Участвовал в сражениях при Жарнаке (1569), Монконтуре (1569), Ла Рош-Абейле (1569). В 1570 г. назначен наставником герцога Анжуйского (впоследствии короля Генриха III), которого тщетно старался отвлечь от его любимых удовольствий.
Вражда с представителем протестантов, адмиралом Колиньи, навлекла на Таванна обвинение в соучастии в убийствах Варфоломеевской ночи. Сын Таванна в своих мемуарах опровергает версию личного участия своего отца в этом кровопролитии.
В 1572 году Таванн получил место губернатора области Прованс и звание адмирала. В 1573 г., когда герцогу Анжуйскому поручено было осадить Ла-Рошель, Таванн последовал за ним, но вскоре умер.
Его сыновья Гильом Таванн (1553—1663), историк и  Жан де Со Таванн, военачальник.